# Hidżaza
Hidżaza (arab. حجازة) – miejscowość w Egipcie, w muhafazie Kina. W 2006 roku liczyła 45 218 mieszkańców.